# Енді Мак-Давелл
Розалі Ендерсон «Е́нді» Мак-Да́велл (англ. Rosalie Anderson 'Andie' MacDowell; нар. 21 квітня 1958, Гаффні, Південна Кароліна, США) — американська модель і акторка.

## Біографія
Народилась у містечку Гаффні (шт. Південна Кароліна, США) у родині заготівельника деревини та вчительки музики.
Покинула навчання у Вінтропському коледжі (англ. Winthrop College) у 1978 році і вирушила до м. Колумбія (Південна Кароліна), де жила кілька років зі своєю сестрою Беверлі (англ. Babs), працюючи офіціанткою в одному з перших дискоклубів, що з'явилися у 1970-ті з числа Carolina Beach Clubs (укр. Пляжні клуби Кароліни).
Енді Мак-Давелл була одружена з 1986 року по 1999 рік з колишньою моделлю і ранчеро Полом Кволлі (англ. Paul Qualley), з яким познайомилася на зйомках реклами для американської мережі крамниць одягу Gap. У подружжя троє дітей: син Джастін і дві дочки-акторки — Рейні та Марґарет Кволлі.
З 2001 по 2004 роки була одружена з підприємцем Ретом Гартцоґом (англ. Rhett Hartzog).
Живе в містечку Білтмор-Форест (англ. Biltmore Forest) у Північній Кароліні і є частою гостею світських подій і газетної хроніки.

### Кар'єра
Роуз та її тодішній хлопець Чак, що працював ді-джеєм, влаштували показ мод в одному з нічних клубів Колумбії, на якому серед інших були присутні представники нью-йоркських модельних агенцій. Роуз Мак-Давелл у результаті підписала контракт із престижною агенцією Elite Model Management.
На початку 1980-х Мак-Давелл була моделлю журналу Vogue і з'являлася в рекламних кампаніях найвідоміших світових і американських брендів: Yves Saint Laurent, Vassarette, Armani perfume, Sabeth-Row, Mink International, Anne Klein і Bill Blass.
Також модель з'явилася на телеекрані в рекламі Calvin Klein, що зацікавило кіноіндустрію, її почали запрошувати на кінопроби.
Дебютом Енді Мак-Давелл у кіно вважається стрічка 1984 року «Ґрейстоук — легенда про Тарзана, володаря мавп» (англ. Greystoke: The Legend of Tarzan, Lord of the Apes). По тому, в 1985 році, була невелика роль у фільмі «Вогонь святого Ельма». На початку кінокар'єри в Мак-Давелл був сильний південний (каролінський) акцент — її роль у дебютній стрічці переозвучила інша акторка.
У 1989 році режисер Стівен Содерберг запросив її на зйомки у стрічці «Секс, брехня і відео» (англ. Sex, lies, and videotape). Нова поява на широкому екрані принесла акторуі популярність, низку відзнак і премій та нові ролі, що стали зірковими — у стрічках «Зелена картка», «Предмет краси», «Короткі історії».
У 1990-ті Енді Мак-Давелл досягла піку популярності завдяки комедії 1993 року «День бабака» (англ. Groundhog Day) і світовому блокбастеру 1994 року «Чотири весілля і похорон» (англ. Four Weddings and a Funeral), де зіграла разом з британським актором Г'ю Ґрантом.
У 2000-ні Мак-Давелл з'явилася в телерекламі французької косметичної компанії L'Oréal.

## Фільмографія

### Фільми
| Рік  |   | Українська назва                               | Оригінальна назва                                       | Роль                  |
| ---- | - | ---------------------------------------------- | ------------------------------------------------------- | --------------------- |
| 1984 | ф | Ґрейстоук — легенда про Тарзана, володаря мавп | англ. Greystoke: The Legend of Tarzan, Lord of the Apes | Міс Джейн Портер      |
| 1985 | ф | Вогні святого Ельма                            | англ. St. Elmo's Fire                                   | Дейл Біберман         |
| 1989 | ф | Секс, брехня і відео                           | англ. Sex, Lies, and Videotape                          | Енн Бішоп Маллені     |
| 1990 | ф | Зелена картка                                  | англ. Green Card                                        | Бронте                |
| 1991 | ф | Гудзонський яструб                             | англ. Hudson Hawk                                       | Анна Баральї          |
| 1991 | ф | Предмет краси                                  | англ. The Object of Beauty                              | Тіна                  |
| 1992 | ф | Гравець                                        | англ. The Player                                        | саму себе (камео)     |
| 1993 | ф | Короткі історії                                | англ. Short Cuts                                        | Енн Фініґен           |
| 1993 | ф | День бабака                                    | англ. Groundhog Day                                     | Рита                  |
| 1992 | ф | Рубін Каїра                                    | англ. Ruby Cairo                                        | Елізабет «Бессі» Фаро |
| 1994 | ф | Чотири весілля і похорон                       | англ. Four Weddings and a Funeral                       | Керрі                 |
| 1994 | ф | Погані дівчата                                 | англ. Bad Girls                                         | Ейлін Спенсер         |
| 1995 | ф | Безладні герої                                 | англ. Unstrung Heroes                                   | Сельма Лідз           |
| 1996 | ф | Майкл                                          | англ. Michael                                           | Дороті Вінтерс        |
| 1996 | ф | Я і мої клони                                  | англ. Multiplicity                                      | Лаура Кінні           |
| 1997 | ф | Кінець насильства                              | англ. The End of Violence                               | Пейдж Макс            |
| 1998 | ф | Шадрах                                         | англ. Shadrach                                          | Тріксі                |
| 1999 | ф | Квиток кохання                                 | англ. Just the Ticket                                   | Лінда Палінскі        |
| 1999 | ф | Муза                                           | англ. The Muse                                          | Лаура Філліпс         |
| 2000 | ф | Квіти від Гаррісона                            | англ. Harrison's Flowers                                | Сара Ллойд            |
| 2001 | ф | Місто і село                                   | англ. Town and Country                                  | Юджині Клейборн       |
| 2001 | ф | Клуб невдах                                    | англ. Crush                                             | Кейт Скейлз           |
| 2002 | ф | Джиностра                                      | англ. Ginostra                                          | Джессі Бенсон         |
| 2005 | ф | Останній знак                                  | англ. The Last Sign                                     | Кеті Макфарлейн       |
| 2005 | ф | Салон краси                                    | англ. Beauty Shop                                       | Террі                 |
| 2005 | ф | Тарська дорога                                 | англ. Tara Road                                         | Мерилін Вайн          |
| 2006 | ф | Роги і копита                                  | англ. Barnyard                                          | Курка Етта (озвучка)  |
| 2007 | ф | Вторгнення                                     | англ. Intervention                                      | Келлі                 |
| 2008 | ф | Незбагненний                                   | англ. Inconceivable                                     | Лотті Луїза Дю Бозе   |
| 2009 | ф | Шість дружин Генрі Ліфея                       | англ. The Six Wives of Henry Lefay                      | Кейт                  |
| 2009 | ф | П'ятий квартал                                 | англ. 5th Quarter                                       | Маріанна Аббат        |
| 2009 | ф |                                                | англ. As Good as Dead                                   | Гелен Калахан         |
| 2010 | ф | Нація мрійників                                | англ. Daydream Nation                                   | Енід Голдберг         |
| 2011 | ф | Монте-Карло                                    | англ. Monte Carlo                                       | Памела Беннет-Келлі   |
| 2011 | ф | Вільні                                         | англ. Footloose                                         | Мур                   |
| 2015 | ф | Супер Майк XXL                                 | англ. Magic Mike XXL                                    | Ненсі Девідсон        |
| 2017 | ф | Вогнеборці                                     | англ. Only the Brave                                    | Марвел Стейнбрінк     |
| 2017 | ф | Різдвяна спадщина                              | англ. Christmas Inheritance                             | Деббі Коллінз         |
| 2019 | ф | Останній сміх                                  | англ. The Last Laugh                                    | Доріс Лавджой         |
| 2019 | ф | Гра в хованки                                  | англ. Ready or Not                                      | Бекі Ле Домас         |
| 2020 | ф |                                                | англ. Dashing in December                               | Деб Берволл           |
| 2021 | ф | Нічия земля                                    | англ. No Man's Land                                     | Моніка Ґрір           |
| 2022 | ф | Безсоння для двох                              | англ. Along for the Ride                                | Вікторія              |
| 2024 | ф | Кривава права рука                             | англ. Red Right Hand                                    | Квінпін «Біг Кет»     |

### Телебачення
| Рік       |   | Українська назва                           | Оригінальна назва                               | Роль                                              |
| --------- | - | ------------------------------------------ | ----------------------------------------------- | ------------------------------------------------- |
| 1991      | ф | Жінки й чоловіки 2: у коханні немає правил | англ. Women & Men 2: In Love There Are No Rules | Емілі                                             |
| 1997—2003 | с | Практика                                   | англ. The Practice                              | Грейс Чепмен (1 епізод)                           |
| 2001      | ф | Дружня вечеря                              | англ. Dinner with Friends                       | Карен                                             |
| 2005      | ф | В автобусі з моєю сестрою                  | англ. Riding the Bus with My Sister             | Рейчел Саймон                                     |
| 2006—2012 | с | 30 потрясінь                               | англ. 30 Rock                                   | Клер Вільямс (6 сезон, 9 епізод)                  |
| 2010      | с | Самотня зірка                              | англ. Lone Star                                 | Алекс (2 епізоди)                                 |
| 2011      | с | У стилі Джейн                              | англ. Jane by Design                            | Грей Чендлер Мюррей (головна роль, 18 епізодів)   |
| 2013—2015 | с | Кедрова бухта                              | англ. Cedar Cove                                | Олівія Локхарт (головна роль, 36 епізодів)        |
| 2017—2018 | с |                                            | англ. Trial & Error                             | Маргарет Хендерсон (1 епізод: «Розділ 13: Вирок») |
| 2019      | с | Чотири весілля і похорон                   | англ. Four Weddings and a Funeral               | Місіс Говард (епізод: «Ми зламалися»)             |
| 2021      | с | Покоївка                                   | англ. Maid                                      | Паула                                             |

## Виноски
1. ↑  Deutsche Nationalbibliothek Record #135036445 // Gemeinsame Normdatei — 2012—2016.
2. ↑  SNAC — 2010.
3. ↑  Біографія Енді МакДавелл (1958-). Архів оригіналу за 17 квітня 2019. Процитовано 15 вересня 2008.
4. ↑  New Page 2. Архів оригіналу за 5 червня 2008. Процитовано 15 вересня 2008.